# 利伯蒂县 (蒙大拿州)
利伯蒂縣（英語：Liberty County，意为“自由縣”）是位於美國蒙大拿州北部的一個縣，北鄰加拿大亞伯達省。面積3,748平方公里。根據美國人口調查局2000年統計，共有人口2,158人。縣治切斯特（Chester）。成立於1920年2月11日。
48°33′N 111°02′W / 48.55°N 111.03°W